# Bistum Morón
Das Bistum Morón (lat.: Dioecesis Moronensis, span.: Diócesis de Morón) ist eine in Argentinien gelegene römisch-katholische Diözese mit Sitz in Morón.

## Geschichte
Das Bistum Morón wurde am 11. Februar 1957 durch Papst Pius XII. mit der Päpstlichen Bulle Quandoquidem adoranda aus Gebietsabtretungen des Erzbistums La Plata errichtet. Es wurde dem Erzbistum Buenos Aires als Suffraganbistum unterstellt.
Im April 1961 gab das Bistum Gebietsanteile zur Errichtung des Bistums San Martín und im Juli 1969 zur Errichtung des Bistums San Justo ab. Aus weiteren Gebietsanteilen wurde am 13. Mai 1997 das Bistum Merlo-Moreno errichtet.

## Bischöfe von Morón
- Miguel Raspanti SDB, 1957–1980
- Justo Oscar Laguna, 1980–2004
- Luis Guillermo Eichhorn, 2004–2017
- Jorge Vázquez, 2017–2025
- Alejandro Pablo Benna, seit 2025